# Hude (Nordfriesland)
Hude ist eine Gemeinde im Kreis Nordfriesland in Schleswig-Holstein.

## Geografie

### Geografische Lage
Das Gemeindegebiet von Hude erstreckt sich im Südosten der naturräumlichen Haupteinheit Bredstedt-Husumer Geest östlich von Schwabstedt im Niederungsgebiet der Treene auf deren nördlichem Ufer. Im östlichen Gemeindebereich hebt sich das Landschaftsrelief mit dem Glockenberg auf eine Höhe von bis zu 50,4 Meter über Normalhöhennull.

### Gemeindegliederung und Nachbargemeinden
Das Gemeindegebiet von Hude umfasst siedlungsgeografisch einzig die Dorflage gleichen Namens.
Direkt angrenzende Gemeindegebieten von Hude sind:
|             | Schwabstedt (OT Hollbüllhuus)               |                       |
| Schwabstedt | Kompassrose, die auf Nachbargemeinden zeigt | Fresendelf, Süderhöft |
|             | Stapel (Kreis Schleswig-Flensburg)          |                       |

## Geschichte
Im Verlauf des Jahres 1934 wurde die Kirchspielslandgemeinde Schwabstedt aufgelöst. Alle ihre Dorfschaften, Dorfgemeinden und Bauerschaften wurden zu selbständigen Gemeinden/Landgemeinden, so am 1. April 1934 auch Hude.

## Politik

### Gemeindevertretung
Bei der Kommunalwahl 2023 erhielt die Wählergruppe Gemeinde Hude alle sieben Sitze in der Gemeindevertretung.

### Bürgermeister
Für die Wahlperiode 2013–2018 wurde Frank Schäfer (WGH) wiederholt zum Bürgermeister gewählt. Aktuell ist es Jens Heldt. 

### Wappen
Blasonierung: „Halb gespalten und geteilt. Oben rechts in Blau eine goldene Glocke, oben links in Rot ein goldenes Mühlrad, unten in Gold über einem schmalen und einem breiteren blauen Wellenfaden ein roter Prahm.“

## Wirtschaft und Infrastruktur

### Öffentliche Einrichtungen
Der öffentliche Brandschutz in der Gemeinde Hude wird von der seit März 2013 gemeinschaftlich mit den Nachbargemeinden Fresendelf und Süderhöft aufgestellten Freiwilligen Feuerwehr durchgeführt.

### Verkehr
Südlich der Gemeinde verläuft die Bundesstraße 202, die Friedrichstadt mit Rendsburg verbindet.

## Trivia
Hude ist eines der "nur Hude-Orte".